# Włocławek
Włocławek (/vwɔˈt͡swa.vɛk/  ; en allemand : Leslau), historiquement francisée en Vladislavie,,, est une ville de la voïvodie de Couïavie-Poméranie, dans le centre de la Pologne. Elle est le chef-lieu du powiat de Włocławek sans en faire partie et a le statut de powiat-ville. Sa population s'élevait à 115 546 habitants en 2012.

## Géographie
Włocławek est situé sur la rive gauche de la Vistule, au point de confluence avec la rivière Zgłowiaczka, en aval du lac Włocławskie. C’est la ville la plus importante de la Cujavie orientale. Elle se trouve à 87 km — 102 km par la route — au sud-est de Bydgoszcz et à 140 km — 157 km par la route — au nord-ouest de Varsovie.
Sur le réseau routier, la ville est au carrefour de la route européenne E75 et de la route nationale 65.

## Histoire
Les fouilles archéologiques montrent que le site est occupé depuis au moins 3 000 ans. Au Xe siècle, la localité a une place du marché et un petit port sur la Zgłowiaczka. Vers l’an 1000, la ville est transformée en place forte et devient le siège d’un duc. Włocławek devient également le siège d’un évêché en 1163. Au Moyen Âge, la localité portait le nom de Włodzisław. Par la suite son nom se transforme en Włocław (Vladislavia). Casimir Ier de Cujavie lui accorde les privilèges urbains avant 1265.
De 1308 à 1332, la ville est confrontée aux tentatives d’invasion des chevaliers teutoniques. Elle est totalement détruite en 1329. La ville est reconstruite à partir de 1339, elle reçoit le droit de Chełmno et une cathédrale est édifiée de 1340 à 1365. En 1392 et en 1431, la ville souffre encore d’attaques de l’Ordre teutonique. Ce n’est que le Traité de Thorn de 1466 qui met fin à la menace teutonique et qui permet à la ville de prospérer. Elle devient le centre du commerce des céréales sur la Vistule. Les greniers à blé bourgeonnent. Ils sont au nombre de 27 en 1598. La ville compte 245 habitations.
Les commerçants de la ville possèdent leur propre flotte marchande. La ville, au cœur d’une région agricole très fertile (Cujavie et région de Dobrzyń), s’enrichit considérablement. Parallèlement, l’artisanat se développe. La mise en place d’un réseau d’égouts en bois témoigne de l’aisance de la ville à cette époque.
En 1657, Włocławek est pillé et incendié par les Suédois. À partir de là, les malheurs s’abattent sur la ville (guerres, épidémies, incendies) et provoquent un déclin brutal. La ville se dépeuple. Le nom de Włocław disparait et est remplacé par Włocławek (Petit Włocław). En 1760, il ne reste plus que 2 greniers à blé et 155 maisons.
Comme pour les autres villes polonaises, la situation de Włocławek s’améliore à partir du milieu du XVIIIe siècle, grâce notamment à de nombreuses réformes mises en place par les autorités. Après le Second partage de la Pologne, la ville est annexée par la Prusse. À la suite du congrès de Vienne de 1815, elle intègre le Royaume du Congrès contrôlé par la Russie. Après l’Insurrection de Novembre (1831), la ville subit la répression des autorités tsaristes. Celle qui suit l’Insurrection de Janvier (1863) est particulièrement cruelle. Les participants sont pendus ou fusillés.
Malgré l’oppression, Włocławek profite de l’ouverture du marché russe aux entreprises polonaises. En 1799, c’est ici qu’est fondée la première usine de papier de Pologne. En 1816, une entreprise produisant de la chicorée commence ses activités. En 1896, c’est une importante usine de production de cellulose qui ouvre ses portes. D’autres activités industrielles se développent : faïence, céramique, chimie, imprimerie, industries métalliques et alimentaires.
Pendant la Première Guerre mondiale, la ville est occupée pendant quatre ans par l'Allemagne impériale et l’industrie s’effondre. Après la libération de la ville, le 12 novembre 1918, l’économie commence à se relever lentement. De 1917 à 1924, Stefan Wyszyński, futur cardinal et primat de Pologne, étudie au séminaire de la ville.
Durant la Seconde Guerre mondiale, la ville, annexée par les Allemands qui la renomment Leslau, est détruite à 30 %. La communauté juive (près de 25 % de la population) est déportée au ghetto de Łódź puis exterminée. La ville est libérée le 20 janvier 1945 par l'Armée rouge.

## Religion

### Christianisme
Włocławek est le siège du diocèse de Włocławek.

## Lycée
- I LO im. Ziemi Kujawskiej, ul. Mickiewicza 6 a Włocławek est d'une de meilleur l'école a ville et de Voïvodie de Couïavie-Poméranie.
- II LO im. Mikołaja Kopernika, ul. Urocza 3
- III LO im. Marii Konopnickiej, ul. Bechiego 1
- IV LO im. Kamila Krzysztofa Baczyńskiego, ul. Kaliska 108
- V LO im. Unii Europejskiej, ul. Toruńska 77/83

## Économie
Après la dernière guerre, les vieilles entreprises sont reconstruites et modernisées (la papeterie, la fabrique de faïence, l’usine Wisła produisant du matériel agricole, l’entreprise produisant des concentrés alimentaires). De nouvelles entreprises sont fondées. Elles produisent de l’azote, de la peinture et du vernis, des céramiques, du fil de fer, des manomètres, des meubles, des produits alimentaires, etc. Une centrale hydroélectrique est construite sur la Vistule. Le développement industriel s’accompagne de la construction de nouveaux logements et de l’aménagement de nouvelles infrastructures urbaines.
Aujourd’hui, Włocławek est devenu le plus important centre industriel, administratif, commercial et culturel de la Cujavie orientale.

## Attractions touristiques

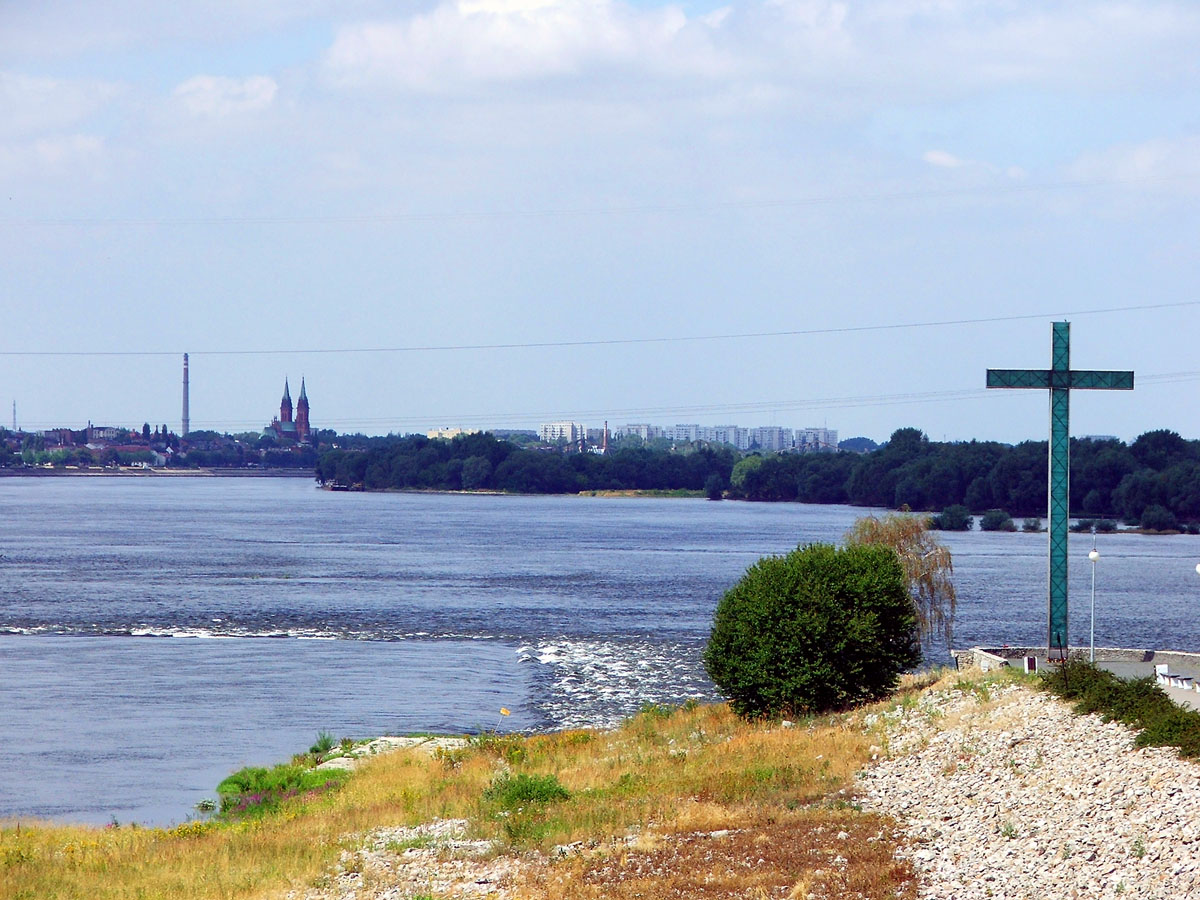
Croix à la mémoire du martyre de Jerzy Popieluszko et vue sur la ville de la rive droite de la Vistule

- La place Copernic avec le séminaire (fondé en 1569) et sa bibliothèque, la petite église saint-Vitalis (de style gothique, fondée en 1330) qui abrite un triptyque de 1460, le beffroi néogothique (1853).
- La cathédrale gothique sainte Marie de l'Assomption, construite de 1340 à 1411, restaurée dans un style néogothique de 1891 à 1893.
- Le parc municipal Henryk Sienkiewicz et le palais des évêques.
- La vieille place du marché, avec l’église paroissiale saint Jean le Baptiste (1538).
- L’église et le monastère protestants (1639-1644).
- Un crucifix monumental, érigé sur la rive droite de la Vistule, non loin de l’endroit du martyre de Jerzy Popieluszko.
- boulevards du Maréchal Józef Piłsudski, avec promenade le long de la Vistule.
- L'Aéroclub de Włocławek.
- Le musée ethnographique.

## Citoyens d’honneur
- Jean-Paul II
- Henryk Muszyński
- Tadeusz Reichstein
- Ludwik Bauer
- Władysław Nowca
- Edward Rydz-Śmigły
- Maria Danilewicz-Zielińska
- Władysław Sołtan

## Personnalités liées à la ville
- Julian Marchlewski (1866–1925), homme politique et cofondateur de la Ligue spartakiste.
- Marie Steiner (1867–1948), collaboratrice du théosophe Rudolf Steiner.
- Anton Dénikine (1872–1947), général russe.
- Fania Lewando (1888-1941), cuisinière et auteur du premier livre de cuisine végétarienne yiddish en Europe.
- Roman Kozłowski (1889–1977), géologue.

## Jumelages
- Moguilev (Biélorussie)
- Bedford (Angleterre) (Royaume-Uni)
- Izmaïl (Ukraine)
- Saint-Avold (France)